# Mimapatelarthron laosense
Mimapatelarthron laosense är en skalbaggsart som beskrevs av Stefan von Breuning 1968. Mimapatelarthron laosense ingår i släktet Mimapatelarthron och familjen långhorningar.
Artens utbredningsområde är Laos. Inga underarter finns listade i Catalogue of Life.